# Liste öffentlicher Bücherschränke im Bodenseekreis
In der Liste öffentlicher Bücherschränke im Bodenseekreis sind öffentliche Bücherschränke für Orte, die zum Bodenseekreis in Baden-Württemberg gehören, aufgeführt.
Ein öffentlicher Bücherschrank ist ein Schrank oder schrankähnlicher Aufbewahrungsort mit Büchern, der dazu dient, Bücher kostenlos, anonym und ohne jegliche Formalitäten zum Tausch oder zur Mitnahme anzubieten.
Die Liste  ist primär nach Orten sortiert, unabhängig davon, ob es sich um Ortsteile, Gemeinden oder Städte handelt, und erhebt keinen Anspruch auf Vollständigkeit.
Der Artikel ist Teil der übergeordneten Liste öffentlicher Bücherschränke in Baden-Württemberg.

## Öffentliche Bücherschränke im Bodenseekreis
Derzeit sind im Bodenseekreis 20 öffentliche Bücherschränke erfasst (Stand: 24. Juni 2025):
| Bild | Ausführung     | Ort                                  | Seit      | Anmerkung | Geokoordinaten                                 |
| ---- | -------------- | ------------------------------------ | --------- | --- | ---------------------------------------------- |
|      | Bücherschrank  | Deggenhausertal                      |           | vor der Kirche in Untersiggingen                                                                                     | ⊙ Wittenhofer Str. 18A                         |
|      | Bücherschrank  | Eriskirch                            |           | In der Bushaltestelle am Rathaus                                                                                     | ⊙Schussenstraße                                |
|      | Bücherschrank  | Frickingen                           | Apr. 2018 | Hinter dem Rathaus                                                                                                   | ⊙ Kirchstraße 7                                |
|      | Bücherschrank  | Friedrichshafen                      |           | im Rathaus am Adenauerplatz im Warteraum des Bürgerservice zu den Öffnungszeiten                                     | ⊙ Adenauerplatz 1                              |
|      | Bücherschrank  | Friedrichshafen                      |           | Im Edeka Center in Ailingen.                                                                                         | ⊙ Bodenseestr. 13                              |
|      | Bücherregal    | Hödingen (Überlingen)                |           | | ⊙ Brunnenstraße                                |
|      | Bücherregal    | Kressbronn am Bodensee               | Juli 2019 | Lesepavillon im Seepark am Bodenseeufer                                                                              | ⊙ Bodanstraße                                  |
|      | Bücherschrank  | Markdorf                             |           | Rathaus Markdorf | ⊙ Ravensburger Straße 23                       |
|      | Bücherschrank  | Markdorf                             |           | im Mehrgenerationenhaus, Erdgeschoss, im offenen Wohnzimmer                                                          | ⊙ Spitalstraße 3                               |
|      | Bücherschrank  | Meersburg                            |           | am Bundesbahnhafen                                                                                                   | ⊙ Uferpromenade 2                              |
|      | Bücherregal    | Nesselwangen (Überlingen)            |           | | ⊙ Hohenfelsstraße, beim Brunnen vor der Kirche |
|      | Bücherregal    | Nußdorf (Überlingen)                 | 2012      | Bücherregal Nußdorf am Dorfgemeinschaftshaus                                                                         | ⊙ Zum Salm                                     |
|      | Bücherschrank  | Owingen                              |           | Bücherschrank Owingen                                                                                                | ⊙ Hauptstraße 35                               |
|      | Bücherregal    | Raderach                             |           | beim Parkplatz der Feuerwehr/Ortsverwaltung                                                                          | ⊙ Fichtenburgstr. 37                           |
|      | Bücherschrank  | Salem                                | Apr. 2019 | Am Kreisverkehr in Stefansfeld                                                                                       | ⊙ Schloßstraße 3                               |
|      | Bücherschrank  | Tettnang                             |           | Bücherschrank im Dorfladen                                                                                           | ⊙ Dorfstraße 19                                |
|      | Bücherschrank  | Tettnang                             |           | Bücherschrank beim Jugendhaus, Nähe Rathaus                                                                          | ⊙ Schulstrasse 2 (Kreuzung Küfergasse)         |
|      | Edelstahlregal | Überlingen                           | 2009      | Gefördert durch Lesezeichen e. V. am Eingang zum Kurpark, am Kurpark Grabenstraße/Ecke Promenade, ein Edelstahlregal | ⊙ Grabenstraße 2                               |
|      | Bücherregal    | Überlingen                           |           | Bücherregal am Schättlisberg                                                                                         | ⊙ Aufkircherstraße 91                          |
|      | Bücherschrank  | Überlingen                           |           | Beim Ostbad | ⊙ Strandweg 32                                 |
|      | Bücherregal    | Unteruhldingen (Uhldingen-Mühlhofen) |           | Bücherregal am Naturstrand Unteruhldingen                                                                            | ⊙ Strandpromenade 5                            |

## Ehemalige Standorte
Die folgenden öffentlichen Bücherschränke wurden entweder dauerhaft abgebaut oder an einem neuen Standort aufgestellt:
| Bild | Ausführung    | Ort                        | Seit | Anmerkung                                                                         | Geokoordinaten                   |
| ---- | ------------- | -------------------------- | ---- | --------------------------------------------------------------------------------- | -------------------------------- |
|      | Bücherschrank | Friedrichshafen            |      | Im Edeka Center am Hafenbahnhof an den Kassen Richtung Ausgang.                   | ⊙ Romanshorner Platz 2           |
|      | Bücherregal   | Lippertsreute (Überlingen) |      | Verlegt nach Ortsteil Ernatsreute (Datum unbekannt)                               | ⊙ Hauptstraße 34                 |
|      | Bücherzelle   | Lippertsreute (Überlingen) |      | Am Dorfplatz im Ortsteil Ernatsreute                                              | ⊙ Ecke Im Öschle/Alte Dorfstraße |
|      | Bücherschrank | Überlingen                 |      | Im Oktober 2020 nicht mehr vorhanden an der Ecke Wilhelm-Beck-Straße/Säntisstraße | ⊙ Wilhelm-Beck-Straße 35         |

## Statistik
Für einen Vergleich zu den anderen Land- und Stadtkreisen Baden-Württembergs sowie zum Landesdurchschnitt siehe die Statistik öffentlicher Bücherschränke in Baden-Württemberg.